# Franck Ribéry
Franck Henry Pierre Ribéry (Boulogne-Sur-Mer, 7. travnja 1983.) umirovljeni je francuski nogometaš i bivši reprezentativac.
Mediji su ga nedavno proglasili nasljednikom legendarnog Zizoua zbog izvrsnih nastupa za reprezentaciju i klub. S dvije godine bačen je kroz prednje staklo u automobilskoj nesreći što je uzrokovalo ožiljke na desnoj strani lica i čelu.
Karijeru je započeo u gradskom klubu US Boulogne odakle ga je put vodio do Olympique Alèsa, Bresta i FC Metza u uzastopnim sezonama. U lipnju 2005. potpisao je za turski Galatasaray i pomogao im je da osvoje Turski kup. U lipnju 2005. jednostavno je napustio istanbulski klub i otišao u Olympique Marseille, njegov šesti klub u karijeri. Njego odlazak bio je jako kontroverzan; Galatasaray je tvrdio da mu je ugovor još valjan, no Ribéry je tvrdio da nije i da mu je Galatasaray dugovao mnogo novca. To je uzrok FIFA-ine arbitraže od lipnja 2006. Prelazak u Marseille donio mu je titulu najboljeg igrača u mjesecima kolovozu, listopadu i studenom 2005.
Pozvan je u reprezentaciju za svjetsko prvenstvo u Njemačkoj. Mediji su ga povezivali s Arsenalom, Manchester Unitedom i Olympique Lyonom. Nakon prvenstva rekao je da želi u Manchester jer bi želio surađivati sa sureprezentativcom Patriceom Evrom i jer jako cijeni njihovog meneđera, Alexa Fergusona. No ipak, po izvještaju Sky Sport Newsa Ribéry je rakao da ovo ljeto želi u Lyon. No kasnije je izjavio da bi prešao u engleski Arsenal kako bi radio s Wengerom, koji je Francuz. Iz ovoga zaključujemo da je njegova budućnost neodređena. 
Ribéry je 2002. godine prešao na islam i preuzeo je muslimansko ime Bilal. Njegova supruga Wahiba Belhami je alžirskog porijekla. Imaju jednu kćer, Hizyu, koja je rođena 18. srpnja 2005.
Početkom sezone 2007./08. prešao je iz francuskog Marseilla u njemački Bayern za 25 milijuna €.
U Bayernu se pokazao kao vrhunski igrač, naročito je poznat u tandemu sa suigračem Robbenom. Zajedno su poznatiji pod nazivom " Robbery". Sezona 2012./13. je bilo osobito plodonosna, kada je s Bayernom osvojio trostruku krunu, a 2013. godine je proglašen igračem godine. Iste godine osvajaju i Uefin superkup, u kojemu je također bio jedan od važnijih igrača te postigao pogodak.

## Nagrade i uspjesi
FC Bayern München
- Bundesliga: 2007./08., 2009./10., 2012./13., 2013./14., 2014./15., 2015./16., 2016./17.
- Njemački kup: 2007./08., 2009./10., 2012./13., 2015./16.
- Njemački liga-kup:  2007.
- UEFA Liga prvaka: 2012./13.
- UEFA Superkup: 2013.
- FIFA Svjetsko klupsko prvenstvo: 2013.

## Vanjske poveznice
- Službena stranica (njem.)
- Neslužbena stranica (fr.)